# Garons
Garons este o comună în departamentul Gard din sudul Franței. În 2009 avea o populație de 4.442 de locuitori.

## Evoluția populației
| An        | 1975  | 1982  | 1990  | 1999  | 2006  | 2009  |
| --------- | ----- | ----- | ----- | ----- | ----- | ----- |
| Populație | 2.049 | 2.788 | 3.648 | 3.692 | 4.219 | 4.442 |